# Хафизабад
Хафизабад (урд. حافظ آباد) је град у Пакистану у покрајини Панџаб. Према процени из 2006. у граду је живело 156.967 становника.

## Становништво
Према процени, у граду је 2006. живело 156.967 становника.
| 1981.  | 1998.   | 2006.   |
| ------ | ------- | ------- |
| 83.464 | 130.216 | 156.967 |